# Panegyrici Latini
Panegyrici Latini o Panegíricos Latinos es una colección de doce discursos panegíricos que ensalzan las actividades de varios emperadores romanos, realizados por distintos autores del Imperio entre finales del siglo I d. C. y finales del IV d. C.

## Contenido
La colección XII Panegyrici Latini abarca los panegíricos siguientes:
- I. Panegyricus Plinii Secundi Traiano Augusto, de Plinio el Joven. Originalmente fue un discurso de agradecimiento (gratiarum actio) por el acceso a su consulado, que Plinio obtuvo en el año 100 d. C., y que leyó en el Senado en honor del emperador Trajano. Plinio, que fue alumno aventajado de Quintiliano, revisó más adelante y amplió considerablemente el trabajo, que por esta razón es el más largo de la colección completa. Plinio el Joven presenta a Trajano como el gobernante ideal, el optimus princeps, en contraste con su predecesor Tito Flavio Domiciano.
- II. Panegyricus Latini Pacati Drepani dictus Theodosio, de Pacato Drepanio, en honor del emperador Teodosio I el Grande, leído en Roma en 389.
- III. Gratiarum actio Mamertini de consulatu suo Iuliano imperatori, de Claudio Mamertino, en honor del emperador Juliano el Apóstata, leído en Constantinopla en 362, también como discurso de agradecimiento por su asunción al cargo de cónsul de ese año.
- IV. Panegyricus Nazarii dictus Constantino imperatori, del retórico Nazario. Fue leído en Roma en 321 ante el Senado, con ocasión de las Quinquennalia, las festividades celebradas por el décimo quinto aniversario de la accesión de Constantino I el Grande y el quinto de sus hijos Crispo y Constantino II en convertirse en césares. El discurso es peculiar porque ninguno de los emperadores honrados estaban presentes en su entrega, y porque celebra la victoria de Constantino sobre Majencio en la batalla del Puente Milvio, en 312, evitando casi cualquier referencia a acontecimientos contemporáneos.

- Incipiunt panegyrici diversorum septem
  - V. Incipit primus dictus Constantino, llevado a cabo en Tréveris en 311 por un orador anónimo natural de Autun, que da gracias a Constantino I el Grande por las desgravaciones fiscales que tiene su ciudad de Augustodunum.
  - VI. Incipit secundus, por un autor también anónimo (aunque diferente del anterior), que también fue entregado en la corte imperial de Tréveris en 310 con ocasión de las Quinquennalia de Constantino I el Grande (quinto aniversario de su accesión al trono imperial) y de la celebración del día de la fundación de la ciudad de Tréveris. Contiene la descripción de una aparición del dios del sol Apolo a Constantino, que se ha visto a menudo como un modelo de la evocación cristiana anterior a la batalla del Puente Milvio que después tuvo Constantino. También, el discurso promulga la leyenda de que el divinizado emperador Claudio II era antepasado de Constantino.
  - VII. Incipit tertius, de autor anónimo, que fue leído probablemente en Tréveris en 307, durante la boda de Constantino I el Grande con Fausta, la hija del emperador Maximiano. Contiene alabanzas para ambos emperadores por sus logros, mientras que la novia y la propia boda es descrita ligeramente.
  - VIII. Incipit quartus, de autor anónimo, celebra la reconquista de Britania por Constancio Cloro, “césar” de la Tetrarquía vencedor del usurpador Alecto en 296. El discurso fue entregado probablemente en 297 en Tréveris, entonces la residencia de Constancio.
  - IX. Incipit quintus o Pro restaurandis scholis, es el segundo discurso en la colección donde no estaba presente el emperador que se encomiaba. El autor es Eumenio, profesor de Retórica de su ciudad natal de Augustodunum, y se dirige al gobernador de la provincia de Galia Lugdunense. Probablemente fue entregado en 297 o 298 en el mismo Autun o en Lyon, la capital de la provincia. Aparte de su tema principal, la restauración de las famosas escuelas de retórica de Autun (Scholae Maenianae) a expensas del sueldo del autor, elogia los logros de los emperadores de la Tetrarquía, especialmente los de Constancio Cloro, del que Eumenio fue secretario personal o magister memoriae.
  - X. Incipit sextus, de autor incierto, pues de acuerdo con una tradición manuscrita este discurso se identificaba con el autor del siguiente (el XI). Fue entregado en Tréveris en el año 289 en honor del emperador Maximiano con ocasión del día de celebración de la fundación de Roma. Es el primero de los panegíricos de la colección por orden cronológico si exceptuamos el de Plinio el Joven, añadido posteriormente a la colección.
  - XI. Item eiusdem magistri Mamertini genethliacus Maximiani Augusti, también leído en Tréveris en el año 291 en honor de Maximiano en el cumpleaños del emperador. Se atribuye a menudo a un cierto Mamertino (más de una generación anterior al autor del discurso III con el mismo nombre), que probablemente fue magister memoriae (secretario privado) de Maximiano, aunque la autoría no es segura pues el manuscrito está alterado en ese punto.

- XII. Hic dictus est Constantino filio Constantii, de autor anónimo, entregado en Tréveris en el año 313, celebrando (y describiendo extensivamente) la victoria en la batalla del Puente Milvio de Constantino sobre Majencio en el año 312.

## Origen e historia de la colección
La colección parece tener como origen el estudio y la enseñanza de las formas retóricas clásicas mediante la reunión de varios discursos panegíricos utilizados como ejemplos; al menos el núcleo inicial de discursos parecen haberse elaborado en torno a la escuela de Retórica de la ciudad situada en la Galia Lugdunense de Augustodunum (Autun, en la actual Borgoña).
La formación del Panegyrici Latini se divide generalmente en dos o tres fases. Al principio, se especula que hubo una colección de cinco discursos (números V a IX) de varios autores anónimos de Autun. Más adelante, fueron añadidos los discursos X y XI, que están conectados con Tréveris, sin que se sepa a ciencia cierta cuándo ensamblaron el discurso número XII en la colección. En alguna fecha posterior, probablemente hacia el año 400 d. C., fueron agregados los discursos II, III y IV, que se diferencian de los discursos anteriores en que fueron leídos por primera vez fuera de la Galia (en Roma y Constantinopla) y porque los nombres de sus autores se conservan. El discurso panegírico número I, de Plinio el Joven, fue fijado al principio de la colección como modelo clásico del género. Algunos autores acreditan al autor del discurso siguiente, Pacato Drepanio, con la recopilación final de los Panegyrici Latini (es, cronológicamente, el último que fue leído).
Solamente un manuscrito del Panegyrici Latini sobrevivió hasta el siglo XV, cuando fue descubierto en el año 1433 por Juan Aurispa en un monasterio de Maguncia (Alemania). El manuscrito fue copiado varias veces durante el Renacimiento, pero fue olvidado otra vez.